# 나폴레옹 정리

나폴레옹 정리 도해

기하학에서 나폴레옹 정리(Napoléon定理, 영어: Napoleon theorem)는 주어진 삼각형의 각 변 위에 모두 외부를 향하거나 모두 내부를 향하도록 덧그린 정삼각형의 중심을 이어 만든 삼각형은 정삼각형이라는 정리이다.

## 정의
삼각형 {\displaystyle ABC}의 외측에서 삼각형 {\displaystyle E_{A}BC}, {\displaystyle E_{B}CA}, {\displaystyle E_{C}AB}가 정삼각형이 되게 만드는 점 {\displaystyle E_{A}}, {\displaystyle E_{B}}, {\displaystyle E_{C}}를 잡고 (예를 들어 {\displaystyle E_{A}}는 {\displaystyle BC}에 대하여 {\displaystyle A}의 반대쪽에 위치한다), 정삼각형 {\displaystyle E_{A}BC}, {\displaystyle E_{B}CA}, {\displaystyle E_{C}AB}의 무게 중심을 각각 {\displaystyle N_{A}}, {\displaystyle N_{B}}, {\displaystyle N_{C}}라고 하자. 마찬가지로, 삼각형 {\displaystyle ABC}의 내측에서 삼각형 {\displaystyle E_{A}'BC}, {\displaystyle E_{B}'AC}, {\displaystyle E_{C}'AB}가 정삼각형이 되게 만드는 점 {\displaystyle E_{A}'}, {\displaystyle E_{B}'}, {\displaystyle E_{C}'}를 잡고 (예를 들어 {\displaystyle E_{A}'}는 {\displaystyle BC}에 대하여 {\displaystyle A}와 같은 쪽에 위치한다), 정삼각형 {\displaystyle E_{A}'BC}, {\displaystyle E_{B}'AC}, {\displaystyle E_{C}'AB}의 무게 중심을 각각 {\displaystyle N_{A}'}, {\displaystyle N_{B}'}, {\displaystyle N_{C}'}라고 하자. 나폴레옹 정리에 따르면, 삼각형 {\displaystyle N_{A}N_{B}N_{C}}와 {\displaystyle N_{A}'N_{B}'N_{C}'}은 모두 정삼각형이다.
삼각형 {\displaystyle N_{A}N_{B}N_{C}}를 삼각형 {\displaystyle ABC}의 외측 나폴레옹 삼각형(外側Napoléon三角形, 영어: outer Napoleon triangle)이라고 하고, 삼각형 {\displaystyle N_{A}'N_{B}'N_{C}'}를 삼각형 {\displaystyle ABC}의 내측 나폴레옹 삼각형(內側Napoléon三角形, 영어: inner Napoleon triangle)이라고 한다. 즉, 나폴레옹 정리는 임의의 삼각형의 내측 및 외측 나폴레옹 삼각형은 정삼각형이라는 내용이다.

## 역사
1825년에 영국의 수학자 윌리엄 러더퍼드(영어: William Rutherford)가 《레이디스 다이어리》(영어: The Ladies' Diary)의 〈새로운 수학 문제〉(영어: New Mathematical Questions)란에 기고한 글에서 처음 공개되었다.:495
프랑스의 황제 나폴레옹 보나파르트의 이름이 붙었으나, 나폴레옹이 제시한 결과라는 증거는 존재하지 않는다.:497

## 증명
다음은 외측 나폴레옹 삼각형에 대한 증명들이다. 일부는 내측 나폴레옹 삼각형에 대해서도 적용 가능하다.

### 닮음을 통한 증명
외측 나폴레옹 삼각형 {\displaystyle N_{A}N_{B}N_{C}}의 세 변의 길이가 같다는 사실을 보이자. {\displaystyle N_{A}N_{B}}와 {\displaystyle N_{A}N_{C}}에 대해서만 보이면 족하다. 정삼각형의 무게 중심과 내심은 일치하므로, {\displaystyle N_{A}}, {\displaystyle N_{B}}, {\displaystyle N_{C}}는 각각 정삼각형 {\displaystyle E_{A}BC}, {\displaystyle E_{B}CA}, {\displaystyle E_{C}AB}의 세 내각의 이등분선의 교점이다. 특히
{\displaystyle \angle N_{A}CB=30^{\circ }=\angle N_{B}CA}
이며, 양변에 {\displaystyle \angle ACB}를 더하면
{\displaystyle \angle N_{A}CA=\angle N_{B}CB}
를 얻는다. 또한
{\displaystyle N_{A}C={\frac {1}{\sqrt {3}}}E_{A}C,\;N_{B}C={\frac {1}{\sqrt {3}}}AC}
이므로, 삼각형 {\displaystyle N_{A}N_{B}C}와 {\displaystyle E_{A}AC}는 서로 닮음이다. 다시 말해, 삼각형 {\displaystyle N_{A}N_{B}C}를 {\displaystyle C}를 중심으로 30도 회전한 뒤 {\displaystyle C}를 중심으로 하고 {\displaystyle 1/{\sqrt {3}}}를 비로 하는 중심 닮음 변환을 가하면 삼각형 {\displaystyle E_{A}AC}를 얻으므로, 두 삼각형은 서로 닮음이다. 마찬가지로, 삼각형 {\displaystyle N_{A}N_{C}B}와 {\displaystyle E_{A}AB} 역시 서로 닮음이며, 이에 대한 닮음비 역시 {\displaystyle 1/{\sqrt {3}}}이다. 따라서
{\displaystyle N_{A}N_{B}={\frac {1}{\sqrt {3}}}E_{A}A=N_{A}N_{C}}
가 성립한다.

### 외접원을 통한 증명
우선 삼각형 {\displaystyle E_{A}BC}, {\displaystyle E_{B}CA}, {\displaystyle E_{C}AB}의 외접원이 같은 점을 지난다는 사실을 보이자.:61-63, §3.3 편의상 삼각형 {\displaystyle E_{A}BC}, {\displaystyle E_{B}CA}의 외접원의 {\displaystyle C}가 아닌 교점을 {\displaystyle P}라고 하자. 편의상 {\displaystyle P}가 {\displaystyle BC}, {\displaystyle AC}에 대하여 각각 {\displaystyle A}, {\displaystyle B}와 같은 쪽에 위치한다고 하자. 그렇다면
{\displaystyle \angle BPC=180^{\circ }-\angle BE_{A}C=120^{\circ }}
{\displaystyle \angle APC=180^{\circ }-\angle AE_{B}C=120^{\circ }}
이므로
{\displaystyle \angle APB=360^{\circ }-\angle BPC-\angle APC=120^{\circ }=180^{\circ }-\angle E_{C}AB}
이며, {\displaystyle P}는 삼각형 {\displaystyle E_{C}AB}의 외접원 위의 점이다. 즉, 세 외접원은 모두 이 점을 지난다.
이제 외측 나폴레옹 삼각형 {\displaystyle N_{A}N_{B}N_{C}}의 세 내각이 60도라는 사실을 보이자. 편의상 {\displaystyle \angle N_{B}N_{A}N_{C}}에 대해서만 보이면 족하다. 삼각형 {\displaystyle E_{A}BC}와 {\displaystyle E_{B}CA}의 외접원의 중심선 {\displaystyle N_{A}N_{B}}는 공통현 {\displaystyle PC}의 수직 이등분선이다. 마찬가지로 삼각형 {\displaystyle E_{A}BC}와 {\displaystyle E_{C}AB}의 외접원의 중심선 {\displaystyle N_{A}N_{C}} 역시 공통현 {\displaystyle PB}의 수직 이등분선이다. 따라서
{\displaystyle \angle N_{B}N_{A}N_{C}=360^{\circ }-90^{\circ }-90^{\circ }-\angle BPC=60^{\circ }}
이다.

### 삼각법적 증명
외측 나폴레옹 삼각형 {\displaystyle N_{A}N_{B}N_{C}}의 변 {\displaystyle N_{A}N_{B}}의 길이를 원래 삼각형 {\displaystyle ABC}의 세 변의 길이 {\displaystyle BC=a}, {\displaystyle CA=b}, {\displaystyle AB=c}에 대한 함수로 나타내자. 이 함수가 대칭 함수라면 남은 두 변 {\displaystyle N_{B}N_{C}}, {\displaystyle N_{C}N_{A}}의 길이 역시 같은 함수로 표현되므로 증명이 완성된다. 삼각형 {\displaystyle N_{A}N_{B}C}에서
{\displaystyle \angle N_{A}CN_{B}=C+60^{\circ }}
{\displaystyle N_{A}C={\frac {1}{\sqrt {3}}}a,\;N_{B}C={\frac {1}{\sqrt {3}}}b}
이므로, 코사인 법칙을 적용하면 다음을 얻는다.
{\displaystyle {\begin{aligned}{N_{A}N_{B}}^{2}&=N_{A}C^{2}+N_{B}C^{2}-2\cdot N_{A}C\cdot N_{B}C\cdot \cos \angle N_{A}CN_{B}\\&={\frac {1}{3}}(a^{2}+b^{2}-2ab\cos(C+60^{\circ }))\\&={\frac {1}{3}}\left(a^{2}+b^{2}-ab\cos C+{\sqrt {3}}ab\sin C\right)\\&={\frac {1}{6}}(a^{2}+b^{2}+c^{2}+4{\sqrt {3}}S)\end{aligned}}}
여기서 {\displaystyle S}는 삼각형 {\displaystyle ABC}의 넓이이다. 마지막 함수는 {\displaystyle a}, {\displaystyle b}, {\displaystyle c}의 순열에 대하여 불변이므로 대칭 함수가 맞다.

## 나폴레옹 삼각형의 성질

### 변의 길이와 넓이
삼각형 {\displaystyle ABC}의 꼭짓점 {\displaystyle A}, {\displaystyle B}, {\displaystyle C}의 대변의 길이를 {\displaystyle a}, {\displaystyle b}, {\displaystyle c}라고 하고, 넓이를 {\displaystyle S}라고 할 경우, 외측 및 내측 나폴레옹 삼각형 {\displaystyle N_{A}N_{B}N_{C}}, {\displaystyle N_{A}'N_{B}'N_{C}'}의 변의 길이는
{\displaystyle N_{A}N_{B}=N_{B}N_{C}=N_{C}N_{A}={\sqrt {\frac {a^{2}+b^{2}+c^{2}+4{\sqrt {3}}S}{6}}}}
{\displaystyle N_{A}'N_{B}'=N_{B}'N_{C}'=N_{C}'N_{A}'={\sqrt {\frac {a^{2}+b^{2}+c^{2}-4{\sqrt {3}}S}{6}}}}
이며, 넓이는
{\displaystyle S_{\triangle N_{A}N_{B}N_{C}}={\frac {a^{2}+b^{2}+c^{2}+4{\sqrt {3}}S}{8{\sqrt {3}}}}}
{\displaystyle S_{\triangle N_{A}'N_{B}'N_{C}'}={\frac {a^{2}+b^{2}+c^{2}-4{\sqrt {3}}S}{8{\sqrt {3}}}}}
이다. 특히, 외측 및 내측 나폴레옹 삼각형의 넓이의 차는 원래 삼각형의 넓이와 같다.:64, Theorem 3.38

### 무게 중심
삼각형의 외측 및 내측 나폴레옹 삼각형의 무게 중심은 같다.:65, §3.3, Exercise 4 또한 이는 원래 삼각형의 무게 중심과 일치한다. 다음은 외측 나폴레옹 삼각형의 무게 중심이 원래 삼각형의 무게 중심과 같다는 사실을 벡터에 대한 선형 변환을 사용하여 증명한다. 내측 나폴레옹 삼각형 역시 같은 방법으로 증명할 수 있다.
증명::178-179, §5F
삼각형 {\displaystyle ABC}의 무게 중심을 {\displaystyle G}라고 하자. 편의상 삼각형 {\displaystyle ABC}의 꼭짓점이 시개 반대 방향으로 열거되었다고 하자. 삼각형 {\displaystyle ABC}의 평면 위의 벡터들에 대한 변환 {\displaystyle T}가 모든 벡터를 시계 반대 방향으로 60도 회전시킨다고 하자. 즉, 평면 위 임의의 점 {\displaystyle X}, {\displaystyle Y}에 대하여
{\displaystyle {\overrightarrow {XY}}}
와
{\displaystyle T({\overrightarrow {XY}})}
사이의 유향각은 시계 반대 방향 60도이다. 그렇다면 {\displaystyle T}는 선형 변환이다. 삼각형 {\displaystyle E_{A}BC}는 정삼각형이고 꼭짓점이 시계 방향으로 열거되었으므로
{\displaystyle {\overrightarrow {CE_{A}}}=T({\overrightarrow {CB}})}
이며, 또한 {\displaystyle N_{A}}은 삼각형 {\displaystyle E_{A}BC}의 무게 중심이므로
{\displaystyle {\begin{aligned}{\overrightarrow {0}}&={\overrightarrow {N_{A}E_{A}}}+{\overrightarrow {N_{A}B}}+{\overrightarrow {N_{A}C}}\\&={\overrightarrow {N_{A}C}}+{\overrightarrow {CE_{A}}}+{\overrightarrow {N_{A}B}}+{\overrightarrow {N_{A}C}}\\&={\overrightarrow {N_{A}B}}+2{\overrightarrow {N_{A}C}}+T({\overrightarrow {CB}})\end{aligned}}}
이다. 마찬가지로,
{\displaystyle {\overrightarrow {0}}={\overrightarrow {N_{B}C}}+2{\overrightarrow {N_{B}A}}+T({\overrightarrow {AC}})}
{\displaystyle {\overrightarrow {0}}={\overrightarrow {N_{C}A}}+2{\overrightarrow {N_{C}B}}+T({\overrightarrow {BA}})}
가 성립한다. 세 등식의 양변을 서로 더하면
{\displaystyle {\begin{aligned}{\overrightarrow {0}}&={\overrightarrow {N_{A}B}}+2{\overrightarrow {N_{A}C}}+{\overrightarrow {N_{B}C}}+2{\overrightarrow {N_{B}A}}+{\overrightarrow {N_{C}A}}+2{\overrightarrow {N_{C}B}}\\&=3({\overrightarrow {GA}}+{\overrightarrow {GB}}+{\overrightarrow {GC}})-3({\overrightarrow {GN_{A}}}+{\overrightarrow {GN_{B}}}+{\overrightarrow {GN_{C}}})\\&=-3({\overrightarrow {GN_{A}}}+{\overrightarrow {GN_{B}}}+{\overrightarrow {GN_{C}}})\end{aligned}}}
를 얻는다. 즉, {\displaystyle G}는 외측 나폴레옹 삼각형 {\displaystyle N_{A}N_{B}N_{C}}의 무게 중심이다.

## 일반화
삼각형 {\displaystyle ABC}의 외측에서
{\displaystyle P+Q+R=180^{\circ }}
를 만족시키는 점 {\displaystyle P}, {\displaystyle Q}, {\displaystyle R}를 잡자. 그렇다면, 삼각형 {\displaystyle PBC}, {\displaystyle AQC}, {\displaystyle ABR}의 외접원은 같은 점을 지난다. 특히, 삼각형 {\displaystyle PBC}, {\displaystyle AQC}, {\displaystyle ABR}가 정삼각형일 경우 전제 조건이 만족되며, 세 외접원이 공통으로 지나는 점은 제1 나폴레옹 점이 된다.
삼각형 {\displaystyle ABC}의 외측에서 삼각형 {\displaystyle PBC}, {\displaystyle AQC}, {\displaystyle ABR}가 닮음이고 같은 위치에 오는 점들끼리 대응점이게 하는 점 {\displaystyle P}, {\displaystyle Q}, {\displaystyle R}를 잡고, 삼각형 {\displaystyle PBC}, {\displaystyle AQC}, {\displaystyle ABR}의 무게 중심을 각각 {\displaystyle D}, {\displaystyle E}, {\displaystyle F}라고 하자. 그렇다면, 삼각형 {\displaystyle DEF}는 이 세 삼각형과 닮음이다. 특히, 나폴레옹 정리는 삼각형 {\displaystyle PBC}, {\displaystyle AQC}, {\displaystyle ABR}가 정삼각형인 특수한 경우이다.

## 같이 보기
- 나폴레옹의 문제
- 몰리 삼등분 정리